# Игры (фильм)
«Игры» — кинофильм.

## Сюжет
Пол и Дженнифер — богатая, пресыщенная нью-йоркская пара. Они скучают и ищут развлечений. Однажды в их дом приходит немолодая продавщица косметики из Франции Лиза. Она организует для Пола и Дженнифер «игры» — смоделированные конфликтные ситуации. Во время одной из таких «игр» происходит случайное убийство.

## В ролях
- Джеймс Каан
- Симона Синьоре
- Кэтрин Росс
- Дон Страуд
- Кент Смит

## Съёмочная группа
- Режиссёр: Куртис Харрингтон
- Продюсеры: Джордж Эдвардс, Джон В. Хайд
- Сценаристы: Джордж Эдвардс, Кёртис Харрингтон, Джин Р. Кирни
- Композитор: Сэмюэль Матловски
- Оператор: Уильям А. Фрейкер